# Lijst van oorlogsmonumenten op Ameland
De Nederlandse gemeente Ameland heeft 6 oorlogsmonumenten. Hieronder een overzicht.
| Nr.                             | Object                                               | Herdachte groep        | Ontwerper                                            | Onthulling       | Type            | Locatie                       | Plaats | Coördinaten                   | Foto                                   |
| ------------------------------- | ---------------------------------------------------- | ---------------------- | ---------------------------------------------------- | ---------------- | --------------- | ----------------------------- | ------ | ----------------------------- | -------------------------------------- |
| 758                             | Monument voor gevallenen zonder graf                 | geallieerde militairen |                                                      | 4 mei 2000       | gedenkbank      | Kardinaal de Jongweg, 9163 HX | Nes    | 53° 26' 46" NB, 5° 46' 39" OL | Monument voor gevallenen zonder graf   |
| 759                             | Monument bij de Magnuskerk (N.H. kerk)               | burgerslachtoffers     | Steenhouwerij Arends                                 | 4 mei 1985       | gedenksteen     | Zuiderlaan                    | Hollum | 53° 26' 9" NB, 5° 38' 27" OL  | Monument bij de Magnuskerk (N.H. kerk) |
| 760                             | Monument aan de Kardinaal de Jongweg                 | verzet Nederland       | Frans Ram                                            | 3 september 1982 | beeld/sculptuur | Kardinaal de Jongweg, 9163 JA | Nes    | 53° 26' 46" NB, 5° 46' 39" OL | Monument aan de Kardinaal de Jongweg   |
| 761                             | Gedenkraam in de Kardinaal de Jongschool             | verzet Nederland       | Herman van Wissen                                    | 1 september 1952 | glas-in-lood    | Bramerduinpad, 9163 KG        | Nes    | 53° 26' 51" NB, 5° 46' 43" OL |                                        |
| 762                             | Plaquette voor kardinaal De Jong in Sint-Clemenskerk | verzet Nederland       | Hubert Janssen (ontwerp), Albert Metsch (uitvoering) | 24 oktober 1971  | plaquette       | Kardinaal de Jongweg 33       | Nes    | 53° 26' 48" NB, 5° 46' 42" OL |                                        |
| Dit oorlogsmonument op Wikidata | Liberator-monument                                   | geallieerde militairen |                                                      | 10 november 2001 | plaquette       | Jelmeraweg, 9161              | Ballum | 53° 26' 14" NB, 5° 40' 10" OL | Liberator-monument                     |

Achtkarspelen ·
Ameland ·
Dantumadeel ·
De Friese Meren ·
Harlingen ·
Heerenveen ·
Leeuwarden ·
Noardeast-Fryslân ·
Ooststellingwerf ·
Opsterland ·
Schiermonnikoog ·
Smallingerland ·
Súdwest-Fryslân ·
Terschelling ·
Tietjerksteradeel ·
Vlieland ·
Waadhoeke ·
Weststellingwerf